# 火野蜂三
火野 蜂三（ひの はちぞう、1977年12月25日 - ）は、日本の俳優。島根県出身。G-STAR.PRO所属。
趣味はサッカー・剣道・ボルダリング。

## 出演

### 舞台
- TEAM54 PRODUCE Vol.7 前田耕陽芸能30周年記念公演「のらん」（2014年） - 猟師金助 役
- 悪夢の六号室（2013年） - 上島 役
- グッバイエイリアン（2012年） - 岡安次郎 役
- 鈴木ごっこ（2011年） - 主演・武 役
- サンブンノイチ（2014年） - 主演
- おぞにょば（2010年） - 脚本・演出

### テレビドラマ
- 名刺ゲーム 第3話（2018年） ‐ カメラマン 役
- カンナさーん！ 第10話（2017年） ‐ 社員 役
- 林修先生の見れば納得!ギジンカイメイ（2016年） - アルコール脱水素酵素弟 役
- ヤメゴク〜ヤクザやめて頂きます〜 第7話（2015年） - ヤクザ 役
- でんぱコネクションフレンチ 第8話（2015年） - チャコの父親 役
- 悪夢の六号室（2013年） - 城島 役
- 大河ドラマ
  - いだてん〜東京オリムピック噺〜（2019年）
  - 青天を衝け（2021年） - 舟田兵衛門 役
  - どうする家康（2023年） - 長宗我部盛親 役
- 孤独のグルメ Season9 第2話    （2021年7月17日、テレビ東京）  - 常連客 役
- 前科者 -新米保護司・阿川佳代-（2021年） - 半グレ男・藤原 役
- ウルトラマンブレーザー 特別総集編（2023年） - テラシマヅサブロウタ 役

### 映画
- 無頼 （2020年）
- 三十路女はロマンチックな夢を見るか？（2018年） - 水川 役
- アウトサイダー（2018年） ‐ 囚人 役
- スレイブメン（2017年） ‐ 小杉 役
- シマウマ（2016年） - 野本 役
- 忍者じゃじゃ丸くん（2016年） - ピン坊 役
- 25NIJYU-GO（2014年） - 福永 役
- おばちゃんチップス（2007年）
- 短編映画「魚念」（2006年、監督：堀北阿希） - 主演
- 短編映画「連鎖」（2006年、監督：松田健太郎） - 主演
- パッチギ!（2005年）

### MV
- Chicago Poodle「ネオン」
- 純烈「純烈のハッピーバースデー」（2019年）

### CM
- FOXチャンネル 『ウォーキング・デッド』

### 雑誌
- 『Meets Regional』（京阪神エルマガジン社） ファッションページ

### イベント
- THE GALAXXXXY☆レコ発イベント「WAAAARP TO THE GALAXXXXY」
- ミナミ芸術祭
- 御堂筋アートグランプリ
- 西東京市祭り